# Rodolfo II di Neuchâtel
Rodolfo II di Neuchâtel, conte di Neuchâtel (Neuchâtel, ... – Neuchâtel, 1196), è stato un nobile svizzero.

## Biografia
Proveniente dalla famiglia dei von Neuenburg, oggi Neuchâtel, fu attivo almeno dal 1181 e influenzato dalla scuola provenzale, della cui lingua francese era conoscitore. Fu maestro di Friedrich von Hausen e intervenne nella contesa artistica che divise Folquet de Marseille e Peire Vidal.
Conosciuto anche col nome di Rodolfo II di Fenis, Rodolfo II di Neuchâtel era figlio di Ulrico II di Neuchâtel e di sua moglie Berta di Granges. Alla morte del padre, divenne coreggente della contea paterna insieme al fratello Ulrico III di Neuchâtel, già signore di Arconciel col quale rimase al governo per breve tempo sino alla propria morte nel 1196.
Egli è conosciuto essenzialmente per i suoi lavori di canzoni e poesie che, per l'area di Neuchâtel, rappresentano le prime attestazioni letterarie in tal senso. Di lui ci restano ventisette strofe (otto, forse nove canzoni) contenute oggi nel canzoniere di Weingarten e nel Codex Manesse (ove si trova anche una rappresentazione idealizzata del conte nelle vesti di poeta, accompagnato dal suo stemma). Probabilmente bilingue, egli compose sia in tedesco che in francese.
Alla sua morte gli succedette il fratello Ulrico III.

## Matrimonio e figli
Rodolfo II sposò una donna indicata genericamente col titolo di contessa, dalla quale ebbe un unico figlio:
- Bertoldo.